# Cincinnati Open 2025/Herren/Qualifikation
Dieser Artikel zeigt die Ergebnisse der Qualifikationsrunden für die Cincinnati Open 2025 der Herren. Für das Tournier der ATP Tour Masters 1000 qualifizieren sich zwölf Spieler, welche in zwei Runden ausgemacht werden. Insgesamt nehmen 48 Spieler an der Qualifikation teil, die von 5. bis 6. August 2025 stattfindet.

## Setzliste
| Nr. | Spieler                 | Erreichte Runde     |
| --- | ----------------------- | ------------------- |
| 01. | Arthur Cazaux           | Lucky Loser         |
| 02. | Mariano Navone          | Lucky Loser         |
| 03. | Juan Manuel Cerúndolo   | 1. Runde            |
| 04. | Pablo Carreño Busta     | 1. Runde            |
| 05. | Adrian Mannarino        | qualifiziert        |
| 06. | Luca Nardi              | Lucky Loser         |
| 07. | Aleksandar Vukic        | Lucky Loser         |
| 08. | Alexander Schewtschenko | Qualifikationsrunde |
| 09. | Tristan Schoolkate      | 1. Runde            |
| 10. | James Duckworth         | 1. Runde            |
| 11. | Tseng Chun-hsin         | Rückzug             |
| 12. | Valentin Royer          | qualifiziert        |

| Nr. | Spieler                | Erreichte Runde     |
| --- | ---------------------- | ------------------- |
| 13. | Nikolos Bassilaschwili | Qualifikationsrunde |
| 14. | Liam Draxl             | Qualifikationsrunde |
| 15. | Emilio Nava            | qualifiziert        |
| 16. | Cristian Garín         | 1. Runde            |
| 17. | Dalibor Svrčina        | Qualifikationsrunde |
| 18. | Alexander Blockx       | qualifiziert        |
| 19. | Shintarō Mochizuki     | Qualifikationsrunde |
| 20. | Eliot Spizzirri        | 1. Runde            |
| 21. | Matteo Gigante         | 1. Runde            |
| 22. | Thiago Agustín Tirante | qualifiziert        |
| 23. | Térence Atmane         | qualifiziert        |
| 24. | Daniel Elahi Galán     | qualifiziert        |

Zeichenerklärung
- Q = Qualfikant
- WC = Wildcard
- LL = Lucky Loser
- ITF = qualifiziert über ITF-Ranking
- ALT = alternate (Ersatz)
- PR = Protected Ranking
- SE = Special Exempt
- r = retired (Aufgabe)
- d = Disqualifikation
- w.o. = walkover
- [ ] = Match-Tie-Break